# Tháng 5 năm 2008
Trang này liệt kê những sự kiện quan trọng vào tháng 5 năm 2008.

## Thứ sáu, ngày2 tháng 5
- Bão Nargis tại Myanmar, cơn bão gây ra lở đất này gây sự tàn phá thảm khốc làm chết 90.000 người và hơn 56.000 người mất tích.
- Kết quả cuộc bầu cử tổng thống Zimbabwe vào tháng 3 đã được công bố, cho thấy hai ứng cử viên dẫn đầu Morgan Tsvangirai và tổng thống đương nhiệm Robert Mugabe sẽ tranh cử vào vòng hai.
- HP Labs chế tạo memristor, linh kiện cơ bản thứ tư trong mạch điện, cùng với điện trở, tụ điện, và cuộn cảm.

## Chủ nhật, ngày4 tháng 5
- Bão cấp 4 Nargis đổ bộ vào Myanmar, chính phủ Myanmar thông báo trên 22.000 người thiệt mạng và 41.000 người mất tích.

## Thứ ba, ngày6 tháng 5
- Bão cấp 4 Nargis đổ bộ vào Myanmar, chính phủ Myanmar thông báo trên 22.000 người thiệt mạng và 42.000 người mất tích.

## Thứ tư, ngày7 tháng 5
- Dmitry Anatolyevich Medvedev thay thế Vladimir Putin làm tổng thống Nga, trong khi Putin trở thành thủ tướng.
- Hạ nghị sĩ Brian Cowen được bầu làm Thủ tướng Ireland.
- Bộ gene của thú mỏ vịt được giải mã.

## Thứ năm, ngày8 tháng 5
- Những quân lực ủng hộ và phản đối chính phủ Liban giao chiến tại Beirut.

## Chủ nhật, ngày11 tháng 5
- Hoạt động cứu trợ quốc tế bắt đầu tại Myanmar sau khi trận Bão Nargis làm trên 130.000 người thiệt mạng và mất tích; chính phủ quân sự Myanmar tiến hành cuộc trưng cầu dân ý về hiến pháp chỉ vài ngày sau cơn bão bất chấp lời kêu gọi trì hoãn của cộng đồng quốc tế.
- Sudan cắt đứt quan hệ với Tchad vì Xung đột Darfur, cho rằng chính phủ Tchad giúp quân nổi loạn từ Darfur tấn công thủ đô Sudan, Khartoum.

## Thứ hai, ngày12 tháng 5
- Động đất ở Tứ Xuyên, Trung Quốc. Trận động đất mạnh có cường độ 7,8 độ Richter và các cơn dư chấn đã làm thiệt mạng gần 100.000 người.

## Thứ tư, ngày14 tháng 5
- Các nhà nghiên cứu tại NASA khám phá ra G1.9+0.3, di tích siêu tân tinh mới nhất trong Ngân Hà được nhận ra.

## Thứ sáu, ngày16 tháng 5
- Số người thiệt mạng sau trận động đất tại Tứ Xuyên, Trung Quốc lên tới 60.000.

## Thứ ba, ngày20 tháng 5
- Mã Anh Cửu nhậm chức Tổng thống Trung Hoa Dân Quốc.

## Thứ tư, ngày21 tháng 5
- Manchester United thắng Chelsea để đoạt Cúp các đội vô địch bóng đá quốc gia châu Âu 2007–08.

## Thứ sáu, ngày23 tháng 5
Cờ Liên minh các quốc gia Nam Mỹ
- Mercosur và Cộng đồng các quốc gia Andes kết hợp thành Liên minh các quốc gia Nam Mỹ (UNASUR/UNASUL), một liên minh đa quốc gia phỏng theo Liên minh châu Âu.

## Thứ bảy, ngày24 tháng 5
- Chính quyền Myanmar cho phép các tổ chức cứu tế ngoại quốc vào nước, ba tuần sau Bão Nargis đổ bộ.

## Chủ nhật, ngày25 tháng 5
- Dima Bilan (Nga) thắng cuộc thi ca khúc Eurovision với bài hát "Believe".

## Thứ hai, ngày26 tháng 5
- Tòa án tối cao Ethiopia kết án tử hình vắng mặt cựu tổng thống Mengistu Haile Mariam vì vai trò của ông này trong sự kiện Khủng bố đỏ.
- Tàu vũ trụ Phoenix của NASA đáp xuống sao Hỏa.

## Thứ ba, ngày27 tháng 5
- Sau trận động đất Tứ Xuyên, CHND Trung Hoa sơ tán 100.000 người khỏi Miên Dương trong khi các kỹ sư chuẩn bị làm cạn hồ Đường Gia Sơn được tạo ra từ đập lở đất.
- Trung tâm Y tế tại Đại học Leiden xác định trình tự DNA phụ nữ lần đầu tiên.

## Thứ tư, ngày28 tháng 5
- Các kỹ sư tuyên bố rằng Tháp nghiêng Pisa đã ngừng nghiêng và sẽ đứng vững trong ít nhất 200 năm tới.
- Hội lập hiến Nepal tuyên bố Nepal là một nước cộng hòa dân chủ liên bang, hủy bỏ chế độ quân chủ của Gyanendra sau 240 năm.
- Hơn 100 quốc gia thỏa thuận về một hiệp ước dự thảo cấm đạn dược thứ cấp.